# 王朝国家
王朝国家（おうちょうこっか、旧字体：王朝󠄁國家）は、日本が律令国家体制から中世国家体制へ移行する過渡期の国家体制を表す歴史概念。王朝国家体制とも。10世紀初頭に成立し、11世紀中期ないし12世紀後期までの期間に存続したとされる。
律令国家体制は、中央集権的な政治機構に立脚し、個別人身支配を人民支配・租税収取の原則としていたが、それらを実際に支えていたのは現地で人民支配・租税収取にあたる地方行政であった。9世紀後期に至って律令制的な人民支配・租税収取に限界が生じたため、10世紀初頭より、地方政治への大幅な統治委任や個別人身支配から土地課税原則への方針転換が進められ、こうして新たに構築された統治体制が王朝国家体制であるとされている。
11世紀中期から12世紀・13世紀初頭にかけて、荘園公領制の成立や院政・武家政治の登場などに対応した中世国家体制が漸進的に構築されていったため、この時期に王朝国家体制は終期を迎えた。ただし、王朝国家の終期をめぐっては複数の説が提示されている。
王朝の語は、戦前期より、鎌倉時代以降を武家時代と称したのに対し奈良時代・平安時代を王朝時代と称したことに由来する。戦後、日本史研究の進展に伴い、律令支配を原則としていた奈良期-平安前期と、律令を必ずしも支配原則としなくなった平安中期・後期とを別個の時代ととらえる考えが主流を占めていった。それに伴い、前者の時代区分を律令時代、前者の国家体制を律令国家と称したのに対し、王朝時代は後者の時代区分として認識され、同様に後者の国家体制を指して王朝国家という語が使用されるようになった。

## 沿革

### 王朝国家出現の前段階
8世紀初頭に確立した律令制は、個人を徴税単位とする個別人身支配（人別支配）を基本原則としており、高度に体系化された律令法典・官僚制度・地方制度や戸籍・計帳などを基盤として存立していた。特に、古くからの地域における首長層を再編した郡司層の首長権への精神面での服従構造と、経営の安定性を欠く零細百姓層の経営維持を保証する公出挙は、本来古代日本とは異質な社会である唐代中国社会を成立背景とした律令制が、日本で成立する上で重要であった。しかし、早くも8世紀後期頃から百姓の偽籍・浮浪・逃亡が見られ始め、個別人身支配体制にほころびが生じていた。その後、8世紀後期から9世紀を通じて律令制を維持または再構築しようとする試みが繰り返されたが、大多数の貧困百姓層とごく少数の富裕百姓層（富豪層）という百姓層内の階層分離はますます加速していき、貧困層は偽籍・逃亡によって租税負担から逃れ、富豪層は墾田活動を通じて得分収取しうる田地を獲得し、逃亡したり私出挙によって負債を負わせた貧困百姓らを保護民、隷属民として囲い込んでいった。
個別人身支配の基礎となっていたのは戸籍・計帳であったが、上記の状況は、もはや戸籍・計帳による人民支配=租税収取が限界を迎えていたことを示している。また、個別人身支配を受けるべき個々の民は、かつてのように地域首長層の末裔たる郡司の首長権への精神的服従意識によって統率された存在ではなく、生産基盤となる動産を集積し、安定経営を達成した富豪層の保護、隷属関係よって統率された存在に変質を遂げていた。こうした状況を受け、政府は、従前の個別人身支配に代わって租税収取を確保するための新たな支配体制を構築するため、大きな方針転換を迫られていた。
9世紀末～10世紀初年に醍醐天皇及び藤原時平が主導した律令制復活の最後の試みである延喜の治が失敗に終わると、次代の朱雀天皇及び藤原忠平は、個別人身支配を基調とする体制から土地課税基調の体制へと大きな政策転回を行った。朱雀期以降、律令制的人別支配を前提とする班田収授が実施されていないことなどが、この政策転回の存在を示している。個人を課税対象として把握する個別人身支配において、偽籍・逃亡が頻発すると課税対象である個人を把握することはできなくなるが、土地課税原則のもとでは、田地の存在さえ把握していればそこを実質的に経営している富豪層から収取すべき租税を収取することが十分可能となる。こうした考えが、政策方針の転回の背景にあった。

### 王朝国家の出現
土地課税を重視する考えは9世紀前期の藤原冬嗣執政期の頃から存在していたが、個別人身支配の原則を覆すまでには至っておらず、10世紀初頭の朱雀期になって初めて個別人身支配が放棄された。ここに、律令国家体制期が終わり、土地課税を基本原則とする新たな支配体制、すなわち王朝国家体制が出現することとなった。
なお土地課税基調体制への移行の時期について、宇多天皇及び菅原道真の主導による寛平の治を王朝国家体制への転換準備期とし、延喜の治を時平による王朝国家体制への移行期であるとする意見がある。

### 王朝国家の成立・発展
王朝国家体制の特質は、律令国家体制が基調としていた個別人身支配を放棄し、土地に対する課税・支配を基調とした点にあった。すでに9世紀後期の頃から、実際に租税収取を担当する地方行政の現場では、戸籍・計帳を基盤に置いた課税方式が後退し、土地に対する課税が積極的に行われる傾向にあった。そうした地方行政の実情を国家体制の基本方針に採用したのが、10世紀初頭だったのである。
土地課税が租税収取の基本原則とされるに当たり、租税体系の基礎とされたのが公田である。律令制における租税（租庸調）は、個人に対して課せられていたが、新たな租税制度のもとでは公田に対して課税がなされた。10世紀初頭頃から、公田は名田と呼ばれる租税収取の基礎単位へ編成され、現地の富豪層（田堵・負名層）が名田経営と租税納入を請け負うという名体制が形成されていった。この名体制は、王朝国家体制の基盤をなすものであった。
国内の公田を名田へ再編成していく過程で、従来の班田図は不必要とされ、新たに国内の公田台帳となる基準国図が作成されるとともに、国司に検田権が付与されるようになった。これらは王朝国家体制の成立を示す指標と考えられている。
名体制を確立するため、現地支配に当たる国司の筆頭者の権限強化が求められるようになり、10世紀中頃には租税収取・軍事警察などの分野で中央政府から現地赴任筆頭国司への大幅な権限委譲が行われた。こうして国内支配に大きな権限を有する国司、すなわち受領層が出現することとなった。強力な権限を獲得した国司は、国内に自らの行政権をあまねく及ぼすため、行政機能の強化を目的として、国衙に政所（公文所）・田所・税所・検非違使所などの機関を設置した。こうした機関の実務官僚として、現地の富豪層・田堵負名層が採用され、在庁官人として地方行政の実務にあたるようになった。このような状況は10世紀から11世紀にかけて顕著となっていく。
国司に付与された権限については、租税収取に関するものに注目が集まりやすいが、軍事警察の面でも大きな権限を獲得している。従前の軍事制度は、個別人身支配を前提とする軍団制及び地方有力者（郡司層）に依存する健児制を柱としていたが、個別人身支配と郡司の首長権が崩壊すると両制度とも機能しなくなった。一方、9世紀後期頃から、富豪百姓層らが経済力や政治力、さらには私兵を擁しての軍事力すらをもつけてきたことを背景として、富豪百姓間相互の紛争もしくは国司と富豪百姓層間の紛争が目立つようになっていた。そこで10世紀前期頃から中央政府は、軍事警察権を国司に委任するという現実的な政策を採用し始めた。こうして成立したのが、国衙を中心とする軍制、すなわち国衙軍制である。国衙軍制成立の過程で武芸、すなわち軍事を専門とする諸大夫身分の貴族（軍事貴族）や侍身分の官人層が出現し、これらの層の上層身分たる軍事貴族層では、特に東国を中心として、自ら国司として現地赴任する者も現れた。軍事貴族などの武芸の家は桓武平氏・清和源氏・一部の藤原氏などから出たが、彼らの子孫が後の武士へと成長していった。
国司は、中央政府から支配権限の委任を受けた代わりに、当該国から中央への租税納入を負担しなければならなかった。この頃、個別人身支配から土地課税への転換に伴って、従来からあった租庸調・正税・雑徭・交易物などの税目が消え、新たに官物・臨時雑役などといった税目が出現していたが、国司はこれら新たな税目（官物・臨時雑役）の中央への納入を義務づけられたのである。これらの租税を中央へ納入する過程で、国司（受領）は租税の一部を私財化し巨富を得ていたとされるが、一方では、租税納入を怠った、あるいは規定額を達成できなかった受領は、受領功過定（ずりょうこうかさだめ）と呼ばれる人事評定によって厳しい審査・処分を受けていたのであり、国司（受領）を巨富が得られる官職と理解することに疑義も出されている。
一方で受領功過定の基準となった資料は延喜式段階で定められた規定額（式数）を元に算出されたもので、王朝国家段階では既にその数字は国家統治の象徴的な数字以上の意味を持っておらず、実際の財政は帳簿から乖離というよりは公文書上の財政と実務上の財政が完全に分離した状態にあって受領功過定も実際の納付実績を文書上の数字に当てはめたものに過ぎないこと、中央に納付される租税も一括納付ではなく中央政府の必要に応じて下文形式の切下文などで指示額の納入を国司に命じる方法が実務上採用され、納付までの租税の管理については物理的・帳簿的な規定を欠いたまま国司に委ねられていたため、受領が京にある自己の倉庫において租税と私財を混用してそのまま運用していたとしても命じられた納付を果たしている限りは事実上黙認されるという租税と受領収益の一体化の構造こそが巨富の源泉であったとする見方もある。
国内支配に大幅な権限を有した受領と、名経営や私領経営などを通じて経済力をつけてきた郡司・田堵負名層との間には、次第に経済的・政治的矛盾が生じるようになり、10世紀後期から両者間の対立が国司苛政上訴という形で顕在化するようになる。
王朝国家体制論は主として中央政府がいかに租税収取を確保していったか、という観点で議論されることが多い。租税収取の最前線はすなわち地方行政の現場であり、必然的に王朝国家に関する議論は地方行政のあり方が焦点となりがちである。それに対して、中央政府においても当然、王朝国家体制への移行に伴う何らかの行政機構変革があったとする見解が示されている。具体的に中央政府機構の変革についてはまだ明確となっていないが、例えば摂関政治の成立、官司請負制の登場などが、王朝国家体制に対応した中央政治の変化を表しているのではないかとする議論がある。
かつては10世紀初頭以降の政治状況・社会状況を指して、中央政府が統治権をほとんど放棄し、地方の無秩序状態をきたした状態と評価されたこともあったが、王朝国家論が唱えられ、史学的検証が進んでからは、以上に見るとおり、中央政府は積極的に社会実態に適合した統治体制（王朝国家体制）を構築していったとされている。王朝国家体制期には後の中世社会の基礎となる要素が多数生まれている。この時期は古代律令国家の残滓を見せつつも、次なる中世国家につながる時代性格も併せもっており、まさに古代から中世への過渡期に当たるといえる。

### 王朝国家の再編成とその終期
上記に見た王朝国家体制のあり方に、11世紀中期頃から変質が見られるようになった。この時期の王朝国家の変質を示す指標としては、公田官物率法の制定、別名の積極的な設定、所領相論審判権の太政官への集中化などがある。
1040年代ごろから太政官によって制定され始めた公田官物率法は、一国内の税率を固定化する内容を持っており国司に付与された租税収取権に大きな制限を加えた。国司苛政上訴がこの時期までに消滅したのは、公田官物率法が国司の課税権限を抑制し、郡司・田堵負名層との利害関係が解消されたからだとされている。また11世紀中期頃には、それまでの名田より遥かに大規模な名田＝別名（べちみょう）が盛んに設定された。別名は、従来の地方行政組織であった郡・郷とは別個に設定され、そのため国-郡-郷という組織体系は崩れ、国の下に郡・郷・別名のほか、保・条・院などの租税収取単位が同列で併存するようになった。所領相論に係る裁判についても、それまで国・郡に裁判権が認められていたのが、11世紀中期以降は、太政官のみが裁判することとされた。
こうした支配体制を改変する動きは、1040年代を中心とする11世紀中期になって非常に顕著に見られる。これらの動きがどのような性格を持つのかについては、様々な議論があるが、坂本賞三らはこの時期を王朝国家体制の変質期であるとして、同時期以前を前期王朝国家、以降を後期王朝国家と区分し、鎌倉幕府が成立した12世紀末を後期王朝国家の終期においている。
11世紀中期に見られた体制変化・社会変化は、当時徐々に一円化を進め、著しい増加を見せていた荘園に対抗するための国衙側（公領側）の対応策であった。この流れの中で、それまで公田経営請負によって（つまり田堵・負名層となることで）武人としての経済基盤を与えられていたに過ぎなかった武士が、荘園と公領間の武力紛争の対処能力を期待され、国の下部組織である郡、郷、別名、保、条、院の管理者や、一円化してまとまった領域を形成するようになった荘園の管理者としての資格を得て、在地領主としての地位を獲得していった。これらの動きは、中世を通じて社会体制であり続けた荘園公領制の出現を意味するものであり、これと相前後して開始した院政と併せて、11世紀後期には既に中世に入っていたと見ることもできる。そうした立場からは、古代から中世への過渡期に位置づけられるべき王朝国家体制期は、11世紀中期に終わったのだとする見解も出されている。
また一方では、王朝国家と呼ぶべき政治実態は、鎌倉幕府成立後の朝廷にも見られるとして、13世紀の朝廷による支配体制も王朝国家体制期に含める意見もある。

## 研究史
王朝国家とは、古代律令国家がいかに中世国家へ移行したかを理解するために提示された概念であり、研究者の立場によって様々な位置づけが試みられてきた。
最初に王朝国家という概念を示したのは高尾一彦である。ここで高尾は、王朝国家を田堵農民から生産物地代を収取する貴族たちの連合政権であり、生産物地代を収取する点において封建的な要素を持ち始めているとした。この後、戸田芳実らにより王朝国家は農奴などを抑圧する初期封建国家であるとの位置づけがなされた。
王朝国家体制論に大きな進展をもたらしたのは、坂本賞三（『日本王朝国家体制論』1972年）である。坂本は土地制度史の面から王朝国家体制の理論を確立した。坂本によって名体制の成立と王朝国家の成立とが初めて有機的に理解されるようになり、また10世紀初頭に始まる前期王朝国家と11世紀40年代を画期とする後期王朝国家の登場が唱えられるようになった。
坂本の議論は広範な支持を得るところとなり、その後の10世紀・11世紀史研究は坂本論を中心に展開し、坂本論の深化・批判という形で行われていった。王朝国家体制期における中央政治機構や軍制・荘園政策・負名体制に関する研究は著しい進展を見せ、さらには王朝国家に代わる新たな古代-中世移行論が唱えられ始めてはいるが、それでも王朝国家体制論がこの時代の研究の中心に位置し続けている。
しかし、その後も、10世紀中葉以降を後期律令国家ないし律令制再編期とする見方や、摂関期を中世初期と捉える考え方などが提唱され、この時期の理解についてはいまだ定説がない。